# مینزبروجه بیالسکیه
مینزبروجه بیالسکیه (به لهستانی: Międzybrodzie Bialskie) یک روستا در لهستان است که در گمینا چرنگخوو (استان سیلسیان) واقع شده‌است. مینزبروجه بیالسکیه ۳٬۱۵۴ نفر جمعیت دارد.